# تهويدة

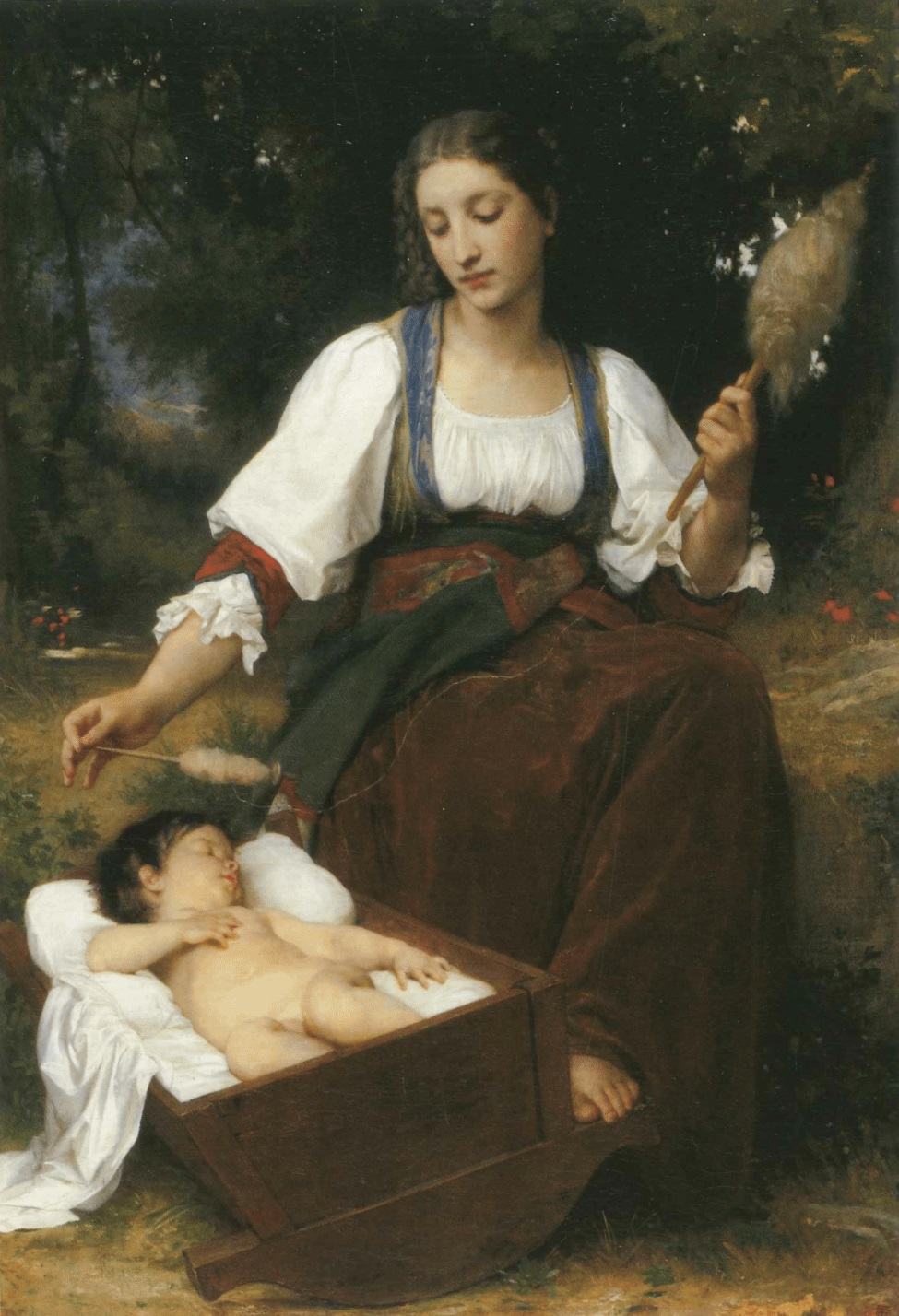

التَهْويدة أو التهليلة أو الهدهدة أو الليلوة هي أغنية هادئة رقيقة تغنّيها وترددها الأمّ لتُشجِّع طفلها على النوم، وتعتمد هذه الأغنية على التكرار وعلى الإيقاع البسيط والكلام الذي يجذب خيال الأطفال، وكثيراً ما تكون سهلة ومتكررة الكلمات وتجري على الألسنة.

## التاريخ
عثر على أول تهويدة في سومر جنوب العراق، ولم تكن واحدة، وإنما مجموعة من التهويدات، ولوحظ من خلال هذه التهويدات بأن الأم السومرية كانت لا تخاطب طفلها كما جرت العادة، وإنما في الغالب تخاطب سلطان النوم وتتوسل إليه أن يزور عيني ابنها أو ابنتها، أملاً في النوم الهادئ، كما كتب في هذه التهويدة التي يرجع تاريخها إلى نحو خمسة آلاف سنة. تترنم الأم فتتوسل للنوم وتقول:
تعال يا نوم تعال أيها النوم
 تعال إلى حيث تجد طفلي راقدًا 
أسرع أيها النوم وزرنا حيث يهجع ولدي
دعه يغلق عينيه اليقظتين
ضع يدك على عينيه المكحلتين
وبالنسبة للسانه الذي لا ينقطع من التصويت
فأمسك به ولا تدعه يوقظ العينين!
وتمضي الأم السومرية لتهدهد طفلها المريض، وتعده في هذه الحالة بأن النوم سيملأ حضنه بقطع الحلوى والجبن المحلى والخس الطري المقتطع من الحديقة فيشفيه من علته: 
النوم سيملأ حضنك بالحلوى
وأنا سأحلي لك قطع الجبن الصغيرة
هذه القطع الصغيرة التي تشفي الرجال الكبار
وفي تهويدة أخرى تخاطب الطفل، فتقول:
في أغنية تهويدتي سأجلب زوجة لطفلي
وستلد له ولدًا رائعًا
وتسهر الخادمة الحلوة على طفله البدي
وترضع الطفل من ثديها

## الثقافات
تنتشر التهاويد بين جميع شعوب العالم، ومن تهاويد الدول العربية:
- يلا تنام يلا تنام لاذبحلك طير الحمام
- ماما زمانها جايا
- دوها يا دوها والكعبة بنوها
- دلول يالولد يبني دلول
- نني نني يا بشة